# Collatorre
Collatorre és un territori del terme municipal de Senterada, al Pallars Jussà.
Està situat en el vessant nord-est del Serrat de l'Espinau, al sud-oest de Burguet, més proper, i de Senterada, situada al capdavall de la llac. És un coster que davalla de sud-oest a nord-est, i és travessat per la pista que des de Senterada mena a Burguet i a Cérvoles.